# رادوسلاف سوبولفسکی
رادوسلاف سوبولفسکی (لهستانی: Radosław Sobolewski؛ زادهٔ ۱۳ دسامبر ۱۹۷۶) یک بازیکن فوتبال اهل لهستان است.
وی همچنین در تیم ملی فوتبال لهستان بازی کرده‌است.